# 樱井半扭法螺
樱井半扭法螺（学名：Sassia semitorta sakuraii），是异足目法螺科Sassia的一种。主要分布于台湾，常栖息在深海。